# Guepiniopsis
Гуепінопсис (Guepiniopsis) — рід грибів родини Dacrymycetaceae. Назва вперше опублікована 1883 року.
В Україні зростає гуепінопсис пецицовидний (Guepiniopsis buccina).